# Bol'šaja (affluente della Kalitva)
La Bol'šaja (in russo Большая?; anche conosciuta come Balka Bol'šaja) è un fiume della Russia europea meridionale (oblast' di Rostov), affluente di sinistra della Kalitva (bacino idrografico del Severskij Donec, a sua volta tributario del Don).
La sorgente del fiume si trova sul versante sud delle alture del Don. Il fiume, che ha un corso tortuoso, scorre prevalentemente in direzione sud-occidentale/meridionale. Sfocia nella Kalitva a 93 km dalla foce. Ha una lunghezza di 152 km, l'area del suo bacino è di 2 160 km².